# Keep Talking and Nobody Explodes
Keep Talking and Nobody Explodes är ett datorspel från 2015 utvecklat och utgivet av Steel Crate Games. 
Spelaren får i uppdrag att desarmera processuellt genererade bomber genom att kommunicera med och få hjälp av andra spelare som läser en manual med instruktioner. 

## Spelupplägg
Spelet är utformat för minst två spelare. Den ena fungerar som "Defuser", eller den som desarmerar och spelar på en dator där både tangentbord, handkontroll och virtual reality-headsets är kompatibla med spelet. De övriga spelar som "Experter" och ger den som desarmerar bomben instruktioner från en manual. Keep Talking and Nobody Explodes kan spelas både som sällskapsspel och över internet. 

## Utveckling
Utvecklarna Allen Pestaluky, Ben Kane och Brian Fetter skapade ursprungligen spelet för Global Game Jam 2014, ett event för spelutvecklare. När spelidén verkade lovande fortsatte Pestaluky, Kane och Fetter med utvecklingen tills spelet fick sin färdiga form. Musiken i spelet gjordes av Liam Sauve.

## Mottagande
Ars Technica's Sam Machkovech recenserade spelet och kallade det ett "måste", samtidigt som han fann vissa brister i det. Han framhöll även Keep Talking and Nobody Explodes som ett spel där åskådarna också har trevligt.